# Sándor Mátrai
Sándor Mátrai (rodným jménem Sándor Magna; 20. listopadu 1932 Nagyszénás – 29. května 2002 Budapešť) byl maďarský fotbalista, jenž nastupoval především na postu obránce. S maďarskou reprezentací získal bronzovou medaili na mistrovství Evropy v roce 1964. Krom toho se zúčastnil tří světových šampionátů, v letech 1958, 1962 a 1966. Na mistrovství světa odehrál celkem 12 utkání. Za národní tým nastupoval v letech 1956–1967 a odehrál za něj 81 utkání. Téměř celou klubovou kariéru (1953–1967) strávil ve Ferencvárosu Budapešť. Stal se s ním třikrát mistrem Maďarska (1962/63, 1964, 1967), jednou vyhrál maďarský pohár (1958) a v sezóně 1964/65 s ním dosáhl největšího mezinárodního úspěchu, když vyhrál Veletržní pohár (předchůdce Evropské ligy). Ve Veletržním poháru sehrál 31 utkání, v Poháru mistrů 7 utkání. V maďarské lize nastoupil v dresu Ferencvárose k 356 utkáním, v nichž vstřelil 32 branek, celkem za zelenobílé odehrál 554 zápasů. V roce 1965 byl vyhlášen maďarským fotbalistou roku.
Začínal jako atlet - běžec na krátkých tratí. Zúčastnil se i olympijských her v roce 1952 jako náhradník do maďarské štafety na 4x100 metrů. Až rok poté přešel k fotbalu. Nejprve díky své rychlosti hrál v útoku, ale brzy byl přesunut do obrany, kde díky své rychlosti vyvinul zcela nový styl založený na tom, že nedělal skluzy zezadu, ale útočníka v souboji předběhl. Díky tomu minimálně fauloval. V podobě, jak tuto techniku předváděl on, už ji není v moderním fotbale, kde jsou všichni hráči rychlostně vybaveni, možno spatřit.